# Résolution 188 du Conseil de sécurité des Nations unies
Membres permanents
- Chine (Taïwan)
- États-Unis
- France
- Royaume-Uni
- URSS

Membres non permanents
- Bolivie
- Brésil
- Côte d'Ivoire
- Maroc
- Norvège
- Tchécoslovaquie

Résolution no 187 Résolution no 189
La Résolution 188  est une résolution du Conseil de sécurité des Nations unies adoptée le 9 avril 1964, dans sa 1111e séance, après une plainte déposée par la République arabe du Yémen d'une attaque aérienne britannique sur leur territoire le 28 mars, le Conseil déploré l'action menée à Harib ainsi qu'au moins 40 autres attaques qui ont eu lieu dans ce domaine. Le Royaume-Uni s'était également plaint que le Yémen avait violé l'espace aérien de la Fédération d'Arabie du Sud.
Le Conseil a demandé à la République arabe du Yémen et le Royaume-Uni à exercer le maximum de retenue afin d'éviter de futurs conflits et a demandé au Secrétaire général d'utiliser ses bons offices pour tenter de régler la question entre les parties.

## Vote
La résolution a été approuvée à 9 voix contre 0.

Le Royaume-Uni et les États-Unis s'abstiennent.

## Texte
- Résolution 188 Sur fr.wikisource.org
- Résolution 188 Sur en.wikisource.org